# NK Bratstvo Gračanica
O Nogometni klub Bratstvo Gračanica ou simplesmente NK Bratstvo Gračanica é uma associação profissional de futebol da cidade de Gračanica situada na Bósnia e Herzegovina.
O Bratstvo atualmente joga na Primeira Liga da Federação da Bósnia e Herzegovina e joga suas partidas em casa no Estádio Luke em Gračanica, que tem capacidade para 3.000 lugares.

## História
Imediatamente após o fim da Segunda Guerra Mundial, no outono de 1945, o NK Bratstvo foi formado. Desde a sua fundação, o clube reuniu um grande número de jovens atletas e disputou as ligas do Nordeste da Bósnia, sendo que em meados dos anos oitenta (1984) foi colocado na Liga da Primeira República da Bósnia e Herzegovina.
Após a Guerra da Bósnia, o clube mudou seu nome para NK Gračanica-Grin e disputou a Segunda Liga de Futebol do FBiH - Norte. Em 2000, o clube mudou novamente de nome, voltou ao antigo e voltou a competir com o nome de NK Bratstvo. Nos últimos anos, a equipe do Bratstvo esteve repetidamente à beira da colocação para uma classificação em ligas superiores, mas este objetivo foi alcançado apenas na temporada 2006-07, quando a conquista do primeiro lugar na Segunda Liga de Futebol FBiH - Norte fez com que a equipe se classificasse para a Primeira Liga - FBiH. Este sucesso foi alcançado pelos jogadores: Edin Ribić and Denis Lačić (goleiros) Nermin Valjevac, Aleksandar Pantić, Dario Tomić, Mirza Kadić, Nedrmin Kadić, Samir Jogunčić, Mirzet Topčagić, Ferik Dizdarević (capitão), Nenad Gajić, Kabir Smajić, Emir Borić, Gordan Gec, Edin Šuša, Mirza Spahić, Mirza Pindžić, Albin Biloglavić, Eldin Softić, Nedim Mahmutović, Ermin Mujanović, e a equipe profissional composta por: Irfan Džindić, técino e Amir Zejnilagić, assistente.
A história deste clube foi marcada por um grande número de jogadores de futebol, e o povo de Gračanica lembra o falecido Hasib Ramaš-Bibet, os irmãos Zejnilagić, Ćamil Huskanović, Bilal Čajić, Džema Čatal, Edin Helić, Hajrudin Topalović, Ahmet Đulić, Mitar Lukić, o falecido Gerem, Fadil Salihefendić, Sead Kadić, Temin Husarkić, Nusret Muslimović, Ferik Dizdarević e outros excelentes jogadores de futebol que passaram por este clube.

## Títulos
- Segunda Liga - FBiH (2): 2006–07 (Norte), 2010–11 (Norte)